# Евгения Кисимова
Евгения Кисимова е изтъкната търновска общественичка, дарителка и основателка на благотворителните организации Женска община и Дружество „Милосърдие“.

## Семейство и ранни години
Евгения Кисимова е родена в Търново през 1831 година. Получава образование в девическото училище. Голямо значение за формиране на нейния характер оказва нейният баща хаджи Георги Кисимов. Той е сред първомайсторите на абаджийския еснаф, виден търговец с известни политически пристрастия и личен дял в публичния живот на Търново.
Братът Пандели Кисимов своевременно се налага сред търновския елит като търговец и с ангажираността си с книжнина, просветно дело и гражданските борби. Сестрата Мария се жени за д-р Васил Берон. Евгения Кисимова става съпруга на богатия търговец хаджи Димитър Владов.
Още съвсем млада Евгения се проявява като модерна жена, която е едновременно интелектуалка, води светски живот, участва и подема инициативи, поддържа приятелски отношения с най-изтъкнатите личности по онова време – д-р Албърт Лонг, Огюст Дозон, румънската княгиня Елисавета (Силва Мара), Васил Чолаков, Петко Горбанов, Петко Славейков, Захари Княжески, Стоян Робовски и други.

## История на Женската община
Появата на сдружение, което да обедини усилията на жените от Търново и да придаде официален, публичен характер на тяхната търсене и готовност за обществено присъствие, до голяма степен се дължи на енергичната инициативата на Евгения Кисимова. Още от края на 50-те години на 19 век тя търси поле за изява извън пределите на дома и семейството – тя подготвя художествено иконата на Света Богородица, през 1863 участва в Цариградското изложение, контактува с Васил Чолаков за събиране на фолклорни материали и др.

### Учередяване на Женска община
Идеята за такова дружество възниква през 1869 под името Женска община. Денят 8 септември не е избран случайно – това е празникът Малка Богородица. След отпуст църква и направения водосвет, Евгения Кисимова произнася реч пред събралото се мнозинство на тема женското образование и отправя своя първи апел към търновката да поеме и тя част от отговорността по образованието на девойките.
Второто събрание на „Женската община“ е организирано в училището при църквата „Свети Никола“. Третото е проведено на 19 октомври 1869, когато е приет устав на дружеството. Евгения Кисимова произнася реч, в която очертава задачите на дружеството – да се отвори каса за набиране на средства. Със събраните пари ще бъдат подпомагани девическите училища и една главна учителка, която да обучава момичетата на необходимите науки. На по-късен етап дружеството ще има задача да отвори училища в селата около Търново.
В първото ръковдство участие вземат:
- Евгения х. Д. Кисимова – председател
- Винтия Ст. Сарафидева – касиер
- Иванка х. Петкова – писар
- протонотарий Димитър – духовен отец (наставник)

На това събрание се оказва, че 32 търновки даряват веднага сума в размер на 6752 гроша. За кратко техният брой се е увеличил на 95 члена.
Наред с дарителките, спомоществователи на дружеството са митрополит Панарет Рашев от Букурещ, епископ Климент Браницки, архим. Максим Райкович от Галац, търновският мютесарафин Хайдар бей и др. Събраните средства отиват главно за издръжка на Девическото училище в Търново.
Друга важна инициатива е организиране на Неделно училище в Търново на 25 март 1870. Занятията се провеждат в храма „Св. св. Константин и Елена“. Учителка в Неделното училище е Иванка х. Петкова, племенница на Евгения Кисимова, завършила образование в Русия.
Третото направление на дружеството е насочено към изпращане на млади момичета да прподължат своето образование в чужбина – Русия и Румъния. Сред възпитаничките са Тодора Илиева, София Кочова, Евгения Шекерджиева, Мария Ферадова, Елисавета Райкова, Велика Начова, Кина х. Петкова.

### Дружество Милосърдие
За известен период от време дейността на дружеството е прекратено. На 1 август 1877 в двора на църквата „Свети Атанасий“ Евгения Кисимова отново събира жените, след подходяща реч, те основават дружество „Милосърдие“. Руско-турската война е в своя разгар и дружеството се ангажира с осигуряване на подслон за бежанците, както и мобилизиране на жените за милосърдни сестри по болниците и къщите на ранените. Дейността, която започват да развиват е разнообразна и свързана със събиране на средства, дрехи, храни, оказване на медицинска помощ.
Дейността на новооснованото дружество „Милосърдие“ отговаря на социалната и политическа обстановка по онова време. Работата му е в синхрон с дейността на Славянско благотворително дружество.